# Fann het leeuwekind
Fann het leeuwekind (originele titel: Fann le lion) is een Belgische stripreeks van Renée Rahir. Enkele verhalen werden voorgepubliceerd in het stripblad Tintin/Kuifje.

## Inhoud
Deze reeks speelt zich in Afrika af. Op de Kilimanjaro woont een stam genaamd de Nilcorn of leeuwmensen of leeuwmannen. Dit zijn mensachtigen verwant aan leeuwen met paranormale gaven. De mensen beschouwen hen echter vaak als dieren. Hun manen worden bergleeuwenbont genoemd en zijn gewilde goederen.
De strip gaat over Fann die een kind is van een Nilcorn en een mens.

## Albums
Er werden 3 albums in het Frans en in het Nederlands uitgegeven bij Casterman.
| Nr. | Titel                       | Originele titel    | Uitgavejaar |
| --- | --------------------------- | ------------------ | ----------- |
| 1   | Afscheid van de Kilimanjaro | Adieu Kilimandjaro | 1991        |
| 2   | Gevangen op hook stock farm | Hook stock farm    | 1992        |
| 3   | Fann in gevaar              | Triple traque      | 1993        |